# Весільний розгром
«Весільний розгром» (англ. A Few Best Men) — художній фільм спільного виробництва Великої Британії та Австралії 2011 року режисера Стефана Елліотта про веселе австралійське весілля.

## Зміст
Приємний молодик британського походження Девід (Ксав'єр Семюель) під час відпрочинку в Австралії знайомиться, а тоді вирішує одружитися з Мією (Лаура Брент). Швидке і вишукане весілля має відбутись у країні нареченої. Однак весь план і приготування до шлюбу розвалюються з появою трьох кращих друзів Девіда - Тома, Ґрема і Люка, які мають бути дружбами на весіллі. Одразу після прильоту вони затоварюються наркотиками у місцевого мафіозі, випадково прихопивши його торбу з наркотою і зброєю. Підживлені шаленим зіллям, події починають розкручуватися зі швидкістю каруселі...

## Ролі
| Актор              | Роль          |
| ------------------ | ------------- |
| Ксав'єр Семюель    | Девід         |
| Лаура Брент        | Мія           |
| Кріс Маршалл       | Том           |
| Кевін Бішоп        | Ґрем          |
| Тім Драксл         | Люк           |
| Ребел Вілсон       | Дафні (Дафна) |
| Олівія Ньютон-Джон | Барбара       |
| Елізабет Дебікі    | Морін         |

## Прокат для домашнього перегляду
На Blu-Ray та DVD фільм вийшов 7 червня 2012